# Jeon Hye-jin (attrice 1988)
Jeon Hye-jin (전혜진?; 17 giugno 1988) è un'attrice sudcoreana.

## Vita privata
L'11 marzo del 2011 Jeon Hye-jin, incinta di otto settimane, ha sposato il suo collega Lee Chun-hee, conosciuto sul set di Geudae, useoyo. Il loro figlio è nato il 30 luglio.

## Filmografia

### Cinema
- Spooky School (학교전설?), regia di Kim Hyeon-meong (2001)
- Shinbu sueob (신부수업?), regia di Heo In-moo (2004)
- Modu-deul, goenchanhayo? (모두들, 괜찮아요??), regia di Nam Seon-ho (2006)
- Gungnyeo (궁녀?), regia di Kim Mee-jeung (2007)
- Bloody Shake (블러디 쉐이크?), regia di Kim Ji-yong (2010)
- Gwanneungui bubchik (관능의 법칙?), regia di Kwon Chil-in (2014)
- Hwajang (화장?), regia di Im Kwon-taek (2015)
- Dolyeonbyuni (돌연변이?), regia di Kwon Oh-kwang – voce (2015)

### Televisione
- Ne meotdaero haera (네 멋대로 해라?) – serie TV (2002)
- Baengmansong-i jangmi (백만송이 장미?) – serie TV (2003-2004)
- Gamun-ui yeonggwang (가문의 영광?) – serie TV (2008-2009)
- Geudae, us-eo-yo (그대, 웃어요?) – serie TV (2009-2010)
- Oh! My Lady (오! 마이 레이디?) – serie TV (2010)
- Al sudo inneun saram (알 수도 있는 사람?) – serie TV (2017)
- Mother (마더?) – serie TV (2018)
- Il diario della mia libertà (나의 해방일지?, Na-ui haebang-iljiLR) – serie TV (2022)
- La valigia (트렁크?, TeureongkeuLR) – serie TV (2024)